# Ceratopetalum succirubrum
Ceratopetalum succirubrum là một loài thực vật có hoa trong họ Cunoniaceae. Loài này được C.T.White mô tả khoa học đầu tiên năm 1935.